# Radochów
Radochów is een dorp in de Poolse woiwodschap Neder-Silezië. De plaats maakt deel uit van de gemeente Lądek-Zdrój en telt 500 inwoners.

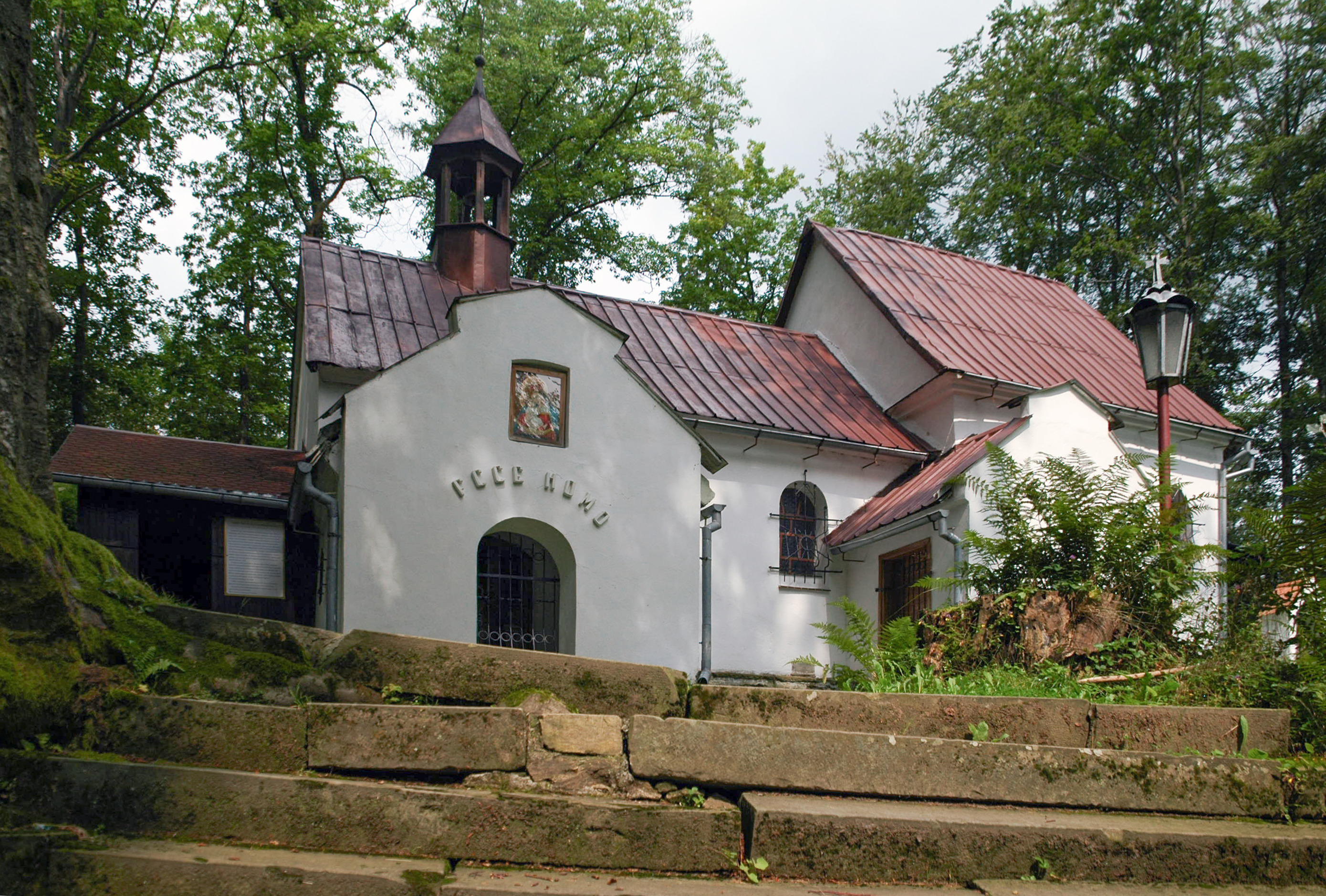
Kapel in Radochów